# Полоцьке Євангеліє
Полоцьке Євангеліє — рукопис євангелія, створений у кінці XII — на початку XIII ст. За легендою — святою Єфросинією Полоцькою.

## Місцезнаходження
Полоцьке Євангеліє було вкрадене з Полоцька після захоплення Іваном Грозним у ході Лівонської війни в 1563 р. Інформація про те, де надалі знаходилася книга — дуже скупа. Відомо лише, що у XIX ст. основна частина фоліанту була в історика М. Погодіна, а два аркуші — у збирача давнини В. Ундольського. У 1852 р. разом із архівом М. Погодіна воно було передане до Імператорської публічної бібліотеки в Санкт-Петербурзі.

## Особливості Євангеліє
Його зміст — це євангельські читання відповідно до річного календаря. З початкового тексту збереглося 170 аркушів. Це — одне з перших, найстаріших Євангелій на території Білорусі. І перше, що дійшло в такому великому об'ємі. Від старішого Турівського Євангелія лишилося тільки 11 аркушів.
У Полоцькому Євангелії важливі навіть приписки. Навіть дрібні деталі відкривають багато цікавого про минувшину. У мові рукопису видно риси, властиві полоцькому діалекту кривичів. Дуже цікавими є вкладні записи ділового характеру на сторінках Євангелія, датовані XIV — XVII ст. У них князь Андрій Данилович передає Троїцькому монастирю (Муром) свою вотчину Прасмужиці, великий литовський князь Андрій Полоцький — річку Званицю, від озера Звана до ріки Дриси, з бобровими гонами.
Полоцьке Євангеліє написане уставом двома різними почерками. Лінійки розмічено гострим писачком, а дірочки закриті. З оформлення лишилося лише дві заставки: одна з них — із орнаментом старовізантійського типу, що через використання срібла, яке окислилося, вже не читається. Мабуть, срібло вживалося й для другої заставки, яка теж майже не читається.